# Noël en Roumanie et Moldavie
En Roumanie et en Moldavie, Noël se dit Crăciun (prononcé Creutchoune), et les chants de Noël, colinde (prononcé colline dés). Ces mots semblent venir du latin creatio (création) et calendae (calendes) mais on n'en connait pas l'étymologie ancienne car ils ne sont pas attestés avant le XVe siècle et ils pourraient tout aussi bien provenir du vieux-slave Корочунъ ou Korotchoune, fête païenne du solstice d'hiver, reliée au dieu Коляда ou Kołęda. En effet les Slaves, arrivés au VIIe siècle, ont défilé durant plus de six siècles dans la région, intercalant leurs duchés parmi ceux des roumanophones, et les échanges culturels entre les deux peuples ont été assez intenses pour qu'en roumain, « esprit » et « amour » se disent duh et dragoste ou iubire qui sont des mots slaves. 
Il existe aussi une légende disant que Marie mère de Jésus est entrée dans une étable où elle rencontra un vieux du nom de "Crăciun", qui lui aménagea un coin calme pour pouvoir mettre au monde son fils.

## Origine
À l'origine, dans la religion chrétienne, la fête de Noël n'existait pas. On célébrait, en revanche, à partir du IIe siècle la fête de l'Épiphanie. Ce n'est qu'à partir du IIIe siècle que l’Église célèbre la naissance du Christ, après s'être accordée sur une date symbolique. Ainsi la date du 25 décembre fut fixée vers l'année 300 par Rome, afin de christianiser les rites issus de la culture populaire. Avec l'expansion du christianisme, la fête de Noël s'est peu à peu répandue en Europe.

## Traditions

### La fête
Le sacrifice du porc après le jour de saint Ignace d'Antioche, le 20 décembre est un moment très important qui prépare le Noël. La préparation des aliments prend l'allure d'un rituel ancien avec les aliments suivants indispensables :
- saucisses (cârnați)
- Chișca
- Tobă
- Răcituri
- Sarmale
- Caltaboș
- Cozonac
- Vin chaud
- Colaci

L'arbre de Noël est conservé jusqu'à la Saint-Jean, le 7 janvier.

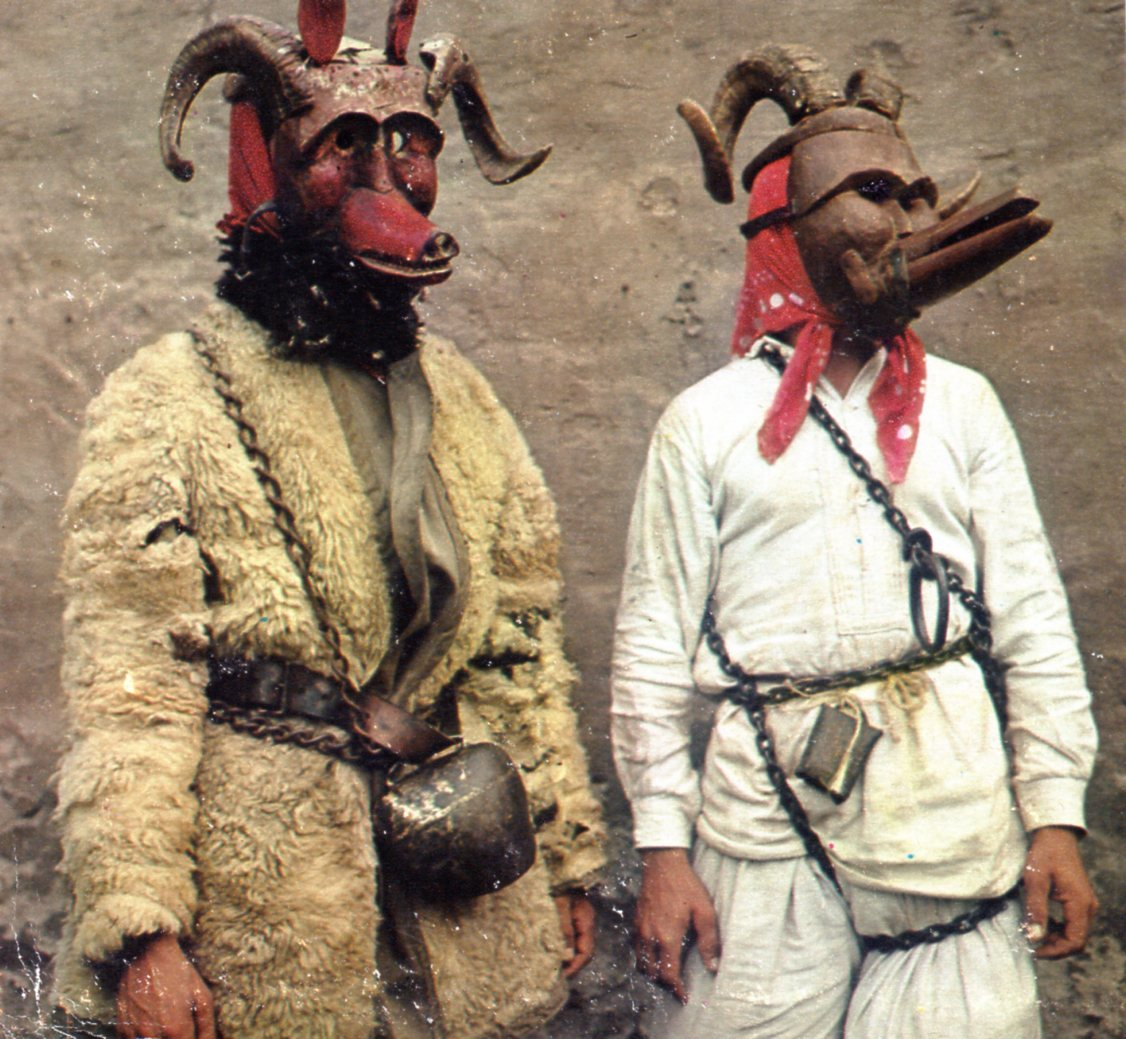
Rugăciori et legători "calendant" dans la variante Capra (la Chèvre).

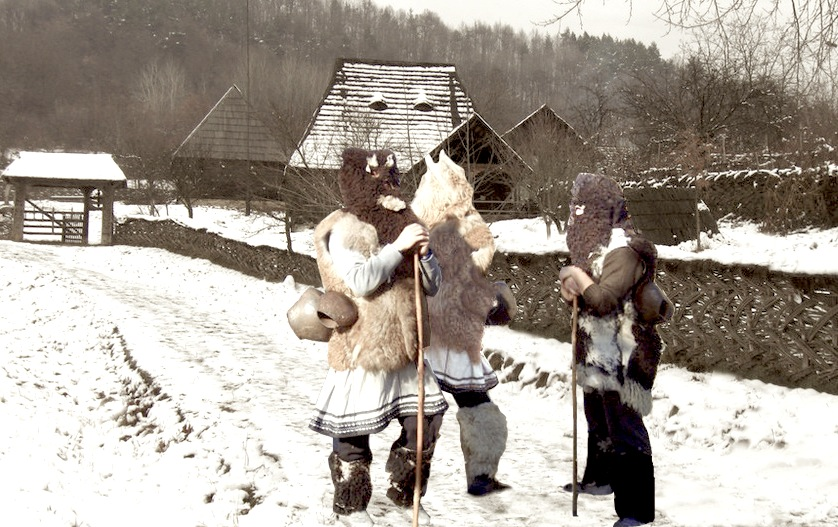
Rugăciori et legători du Maramureș, "calendant" dans la variante Ursul (l'Ours).

### Les colinde
Associées au Noël il y a les colinde : chansons de Noël et de Nouvel An que les enfants principalement, vont réciter de maison en maison, ou dans les rues, voire les trams et les trolleys, en échange de quelques friandises. Chez les roumanophones, comme chez tous les Orientaux et les Mozarabes, l'Avent dure 40 jours à partir du premier jour de l'Avent, le 15 novembre et prend fin le 24 décembre. Au matin, une des colinde les plus chantées est Bună dimineața la Moș Ajun! (« Bonjour pour le réveillon de Noël ! »).
Les colindători (« calendants ») ont divers répertoires comme Sorcova ou Plugușorul ; ils chantent aussi la nativité de Jésus. Souvent, ils reçoivent des colaci, l'équivalent des cougnous français, du vin chaud, des pommes, des noix, des pots de confiture, et plus récemment des chocolats. Parmi les « calendants », les chanteurs à l'étoile (stelari) promènent une grande étoile éclairée de l'intérieur par une bougie, symbolisant l'Étoile du berger. D'autres, dits rugăciori (« orants ») ou legători (« reliants ») sont costumés et revêtus de masques ou pourvus de sonnailles ; ces traditions d'origine païenne, visant initialement à chasser les mauvais esprits et les ombres de l'hiver, mais aujourd'hui intégrées aux rituels de Noël, ont plusieurs variantes dont les plus pratiquées sont la capra (« la chèvre ») et l’ursu (« l'ours »).
À leur retour, les enfants lavent et cirent leur plus belle paire de bottes et les déposent à l'entrée de leur maison.

### LeBethléem
Le Bethléem constitue une représentation théâtralisée de la Nativité : des personnages populaires, folkloriques et souvent comiques, apparaissent aussi, et généralement ils prétendent venir des localités voisines, alors que Bethléem est représenté comme un village de la région.
Les jeunes qui jouent des Bethléems s'y préparent pendant tout le temps de l'Avent. Au réveillon de Noël ils joueront devant l'église, chez le primar (maire) et dans d'autres maisons du village.

## Un demi-siècle d'interdiction
Pendant la longue dictature communiste (1945-1989), la religion, « opium du peuple », fut fortement découragée, le clergé persécuté, et toutes les traditions réprimées : parfois les « calendants » étaient arrêtés et détenus quelques jours pour « mendicité et trouble à l'ordre public » ; quant au mot Crăciun, il fut banni du vocabulaire et le Moș Crăciun (Père Noël) fut officiellement remplacé par le Moș Gerilă (Père Dugel). Après la Libération de 1989, les libertés rétablies permirent la réapparition de ces traditions, mais l'urbanisation de la population et l'intégration de la Roumanie et de la république de Moldavie dans le processus de mondialisation les font progressivement disparaître.